# East Setauket
East Setauket est une census-designated place du comté de Suffolk, dans l'État de New York, aux États-Unis. En 2020, elle compte une population de 10 998 habitants.